# Storževa čeladica
Storževa čeladica (znanstveno ime Mycena plumipes) je gliva iz rodu čeladic (Mycena).

## Značilnosti
Klobuk ima v premeru od 8 do 38 mm. Je zvonaste ali stožčaste oblike. S starostjo se splošči in na temenu ohrani široko grbico. Površina je gladka in rahlo prosojna, tako, da je videti črtast. Je temno kostanjevo rjave barve in bolj bled proti robu.
Lističi segajo do beta, na katerega so ozko priraščeni. So bele do bledo sive barve, v starosti včasih postanejo rožnati. Na celotnem obodu jih je od 20 do 40.
Bet je visok od 30 do 70 mm in širok od 1,5 do 3,5 mm. Je raven do rahlo ukrivljen, votel, okrogel, enakomerno širok, gol, razen drobno suhega vrha. Zgoraj je belkast in temno rjav proti dnu, ki je prekrito z dolgimi belkastimi micelijskimi vlakni, s katerimi je pritrjen na podlago.
Meso je tanko, rjavkaste barve in ima vonj po pralnem prašku.

## Razširjenost in življenjski prostor
Raste pomladi na smrekovih storžih.

## Mikroskopske značilnosti
Trosni odtis je bele barve. Trosi so fižolaste oblike, gladki, amiloidni in merijo 7–9,6 x 3,6–5,8 μm. Razmerje med dolžino in širino Q je 1.4–1.8.

## Podobne vrste
- smrekova storževka (Strobilurus esculentus) nima tako značilnega vonja.
- jesenska drobnotroska ((Baeospora myosura) raste jeseni, ima rjavo rdeč klobuk in manjše trose

## Uporabnost
Neužitna.

## Galerija slik
- klobuka
- trosi
- cistide